# Southsea Castle
Southsea Castle, historisk kendt som Chaderton Castle, South Castle og Portsea Castle, er et artillerifort, der blev opført af Henrik 8. på Portsea Island, Hampshire, England i 1544. Den var en del af kongens Device Forts, der skulle beskytte Englands kyst mod invasion fra Frankrig og Det tysk-romerske Rige, og den beskyttede vandområdet kaldet Solent og den østlige adgang til Portsmouth. Borgen havde et centralt keep og to rektangulære kanonplatforme mod øst og vest, samt to vinklede bastioner på for- og bagsiden, og det var et tidligt engelsk eksempel på trace italienne-stilen, der var populær på kontinentet. Cowdray-indgraveringerne af slaget ved Solent i 1545 afbilder Henrik 8., der besøger fæstningen. På trods af flere store brande var den i militær service indtil den engelske borgerkrig i 1600-tallet, hvor rundhovederne stormede den i 1642.
Den blev udvidet i 1680'erne af Sir Bernard de Gomme, og efter en periode med forfald i 1700-tallet blev den gendesignet igen i 1814 under napeleonskrigene. Efter en kort periode som militærfængsel i 1840'erne blev befæstningen udvidet i 1850'erne og 1860'erne med yderligere batterier mod øst og vest. Forsvarsværkerne blev opgraderet og forbedret i dette århundrede grundet frygt for en fransk invasion, og det var en del af planen for at forsvar Portsmouth under første verdenskrig. I mellemkrigstiden blev nogle af forsvarsværkerne fjernet, men fæstningen blev igen taget i brug under anden verdenskrig, hvor den var involveret i Operation Grasp, som omfattede erobringen af en fransk krigsskib Portsmouth harbour.
I 1960 blev Southsea Castle solgt til Portsmouth City Council. Den blev restaureret til sit udseende før 1850 og er nu åben som turistattraktioner. I 2011–12 havde den 90.000 besøgende.